# یواس‌اس یوسیمیتی (ای‌دی-۱۹)
یواس‌اس یوسیمیتی (ای‌دی-۱۹) (به انگلیسی: USS Yosemite (AD-19)) یک کشتی بود که طول آن 530 ft 6 in بود. این کشتی در سال ۱۹۴۳ ساخته شد.